# Andrej Saje
Andrej Saje (ur. 22 sierpnia 1966 w Novo mesto) – słoweński duchowny katolicki, biskup Novego mesta od 2021.

## Życiorys
Święcenia kapłańskie otrzymał 29 czerwca 1992 i został inkardynowany do archidiecezji Lublana. Był m.in. sekretarzem biskupim, sekretarzem słoweńskiej Konferencji Episkopatu, prefektem studiów w lublańskim seminarium oraz wikariuszem sądowym.
30 czerwca 2021 papież Franciszek mianował go ordynariuszem diecezji Novo Mesto. Sakry udzielił mu 26 września 2021 biskup Andrej Glavan, natomiast ingres do katedry diecezjalnej odbył dwa dni później 28 września 2021.